# Сам Савидж
Сам Савидж (на английски: Sam Savage) е американски поет и писател на бестселъри в жанра съвременен роман.

## Биография и творчество
Сам Савидж е роден на 9 ноември 1940 г. в Камдън, Северна Каролина, САЩ. Баща му е адвокат и автор на исторически книги. Когато е на 16 години, семейството му се мести в Масачузетс.
След гимназията работи като редактор за поезия на малкото литературно списание „Reflections“ в Чапъл Хил, Северна Каролина, в началото на 60-те, и е бил активен участник в движението за граждански права и бийт-движението.
През 1968 г. завършва с бакалавърска степен Йейлския университет. Впоследствие учи философия в Йейлския университет и в университета в Хайделберг, Германия. Преподава за кратко и получава докторска степен по философия от Йейлския университет с дисертация за политическата мисъл на Томас Хобс.
След като напуска Йейл, прекарва няколко години във Франция. Завръща се в Южна Каролина през 1980 г. и живее в малкото крайбрежно село Маклилънвил. Там опитва да пише и за да се издържа, работи като дърводелец, търговец на риба, механик и печатар. През 2004 г. се премества в Мадисън, Уисконсин.
През 2005 г. е публикуван първият му роман, който е в стихове, „The Criminal Life of Effie O.“.
През 2006 г. е издаден романът му „Фирмин“. Той описва историята на един плъх, който придобива способността да чете, но преодолява ежедневни трудности, докато оцелява сред по-едрите и подли събратя сред мрачните улици на западащия бостънски квартал през 60-те години, в търсене на любов и разбиране. Оригинален и силно алегоричен, той привлича вниманието на читатели и критика, печелейки редица награди за дебютно произведение.
Сам Савидж живее със семейството си в Мадисън, Уисконсин.

## Произведения
- The Criminal Life of Effie O. (2005)
- Firmin (2006) 
Фирмин: приключенията на един беден градски плъх, изд.: „Жанет 45“, Пловдив (2009), прев. Надежда Радулова
- The Cry of the Sloth (2009)
- Glass (2011)
- The Way of the Dog (2012)
- It Will End with Us (2014)